# 黒岩航紀
黒岩 航紀（くろいわ こうき、1992年 - ）は、日本のクラシック音楽のピアニスト。

## 略歴
1992年生まれ。4歳よりピアノを始める。東京藝術大学音楽学部附属音楽高等学校を経て東京藝術大学ピアノ科を首席で卒業。卒業時に安宅賞をはじめ5つの賞を受賞。2013年、第8回仙台クラシックフェスティバルにてサクソフォーン奏者須川展也の共演者として2公演に出演。NHK-FMラジオ「リサイタル・ノヴァ」にソロ、共演等多数出演。ピアノソロ以外に、声楽、弦楽器、管楽器とのアンサンブルや室内楽での演奏も多い。これまでに梅田俊明、山下一史、曽我大介各氏の指揮のもと、日本フィルハーモニー交響楽団、東京フィルハーモニー交響楽団、藝大フィルハーモニア管弦楽団と共演。2015年、公益社団法人日本演奏連盟新進演奏家国内奨学金制度奨学生となる。これまで江口玲らに師事。

## 受賞歴
- 第17回チャイコフスキー国際コンクールピアノ部門セミファイナリスト及び特別賞（ベストコンテスタント）
- 第84回日本音楽コンクールピアノ部門第1位
- 第11回東京音楽コンクールピアノ部門第1位及び聴衆賞
- 第27回青山音楽賞新人賞、第19回松方ホール音楽賞受賞
- 第13回ヘイスティングス国際ピアノコンチェルトコンペティション（イギリス）第4位及びオーケストラプライズ
- 第4回いしかわ国際ピアノコンクール第1位
- インムジカローマ国際ピアノコンクール2018（イタリア）第3位
- KIPA国際ピアノコンクール（韓国）第1位
- 第14回宇都宮エスペール賞